# Nasri Maalouf
Pour les articles homonymes, voir Maalouf.
Nasri Maalouf (11 février 1911 – 2 avril 2005) est un homme politique libanais. Avocat de renom, il fut député grec-catholique de Beyrouth pendant de longues années et l’un des signataires des accords de Taëf.
Il a occupé les postes de ministre de la Justice, de la Défense, des Affaires étrangères et du Tourisme.
Il meurt à Abou Dhabi en avril 2005, alors qu’il était pressenti pour occuper une nouvelle fois un poste ministériel, malgré son âge.
Il était un cousin germain du père de l'écrivain et académicien Amin Maalouf